# Segunda División Profesional de Uruguay
Artículo sobre el campeonato de Segunda División Profesional (segunda categoría del fútbol uruguayo desde 1942). Para el resumen de todos los torneos de Segunda División realizados, véase Segunda categoría de fútbol en Uruguay
La Segunda División Profesional, también conocida simplemente como Segunda División o la "B", es el torneo de segunda división del fútbol uruguayo, organizado por la Asociación Uruguaya de Fútbol.
Esta categoría fue fundada en 1942 como la segunda categoría profesional del fútbol uruguayo, siendo la sucesora de la Divisional Intermedia (de carácter amateur). Desde 1942 hasta 1995 se llamó Primera División "B", y a partir de 1996 fue renombrada como Segunda División Profesional. Es mencionada en algunos medios como Liga de Ascenso Profesional pero este nombre no es oficial de la competición.
Desde su primera edición hasta el 2024, se han disputado 83 torneos de segunda división y 27 clubes han sido campeones en al menos una oportunidad. A partir de 2023 lo disputan 14 equipos, de los que actualmente 10 pertenecen a la ciudad de Montevideo y su área metropolitana y los otros 4 son del interior del Uruguay. De estos catorce participantes, tres lograrán el ascenso a Primera División para la siguiente temporada.

## Sistema de disputa
Actualmente el torneo se disputa en un sistema de todos contra todos a dos rondas, el equipo que sume mayor puntaje se consagra campeón y asciende a Primera División, mientras que el que finaliza en segunda posición también consigue el ascenso directo. Los equipos colocados de la tercera a la sexta posición ingresan a una ronda play-off a eliminación directa. Cada llave se juega a doble partido local y visitante. El ganador de la eliminatoria obtiene el tercer ascenso.

## Historia
La Primera División "B" fue fundada en 1942 como el segundo torneo en jerarquía de carácter profesional, por debajo de la Primera División "A". Hasta entonces, la segunda categoría del fútbol uruguayo era ocupada por la Divisional Intermedia, torneo amateur que en lugar de otorgar un ascenso directo a la Primera División, otorgaba la posibilidad de un "repechaje" ante el último equipo de la máxima categoría, que mayoritariamente resultó en un triunfo del equipo de la categoría superior.
Los ocho equipos fundadores de la competencia fueron: Bella Vista (que había descendido el año anterior), Cerro, Colón, Miramar, Misiones, Progreso, San Carlos y Wilson. Miramar fue el primer campeón de la categoría. Hasta 1961 disputaban el torneo solamente 8 equipos (ese año se amplió a 10 participantes) y solamente el campeón ascendía por año hasta que en 1970 se instauró por primera vez el repechaje con equipos de Primera División. 
A partir de la década del 90 empezaron a sucederse varias deserciones por motivos económicos, y también la incorporación directa de equipos del interior en el campeonato: Deportivo Maldonado fue el primero en incorporarse en 1995, luego lo hicieron Frontera Rivera Chico (1997), Plaza Colonia (2000), Deportivo Colonia (2000), Rivera Livramento (2002), Cerro Largo (2003), Paysandú FC (2003), Salto FC (2003) y Durazno (2006-07). En 1996 la categoría fue renombrada como Segunda División Profesional.
Entre el 2001 y 2014 se quitaron los descensos deportivos a categorías inferiores (algunos cuantos equipos perdieron la categoría pero siempre por razones económicas), blindando la cantidad de equipos profesionales. Actualmente la posibilidad de descensos deportivos se reincorporaron al reglamento del campeonato.

## Equipos participantes
Desde la temporada inaugural en 1942 han participado del campeonato de Segunda División un total de 63 equipos.

### Temporada 2025
Datos actualizados para la temporada 2023 inclusive. Todos los datos estadísticos corresponden únicamente a los Campeonatos Uruguayos organizados por la Asociación Uruguaya de Fútbol. Los clubes que oficien en un determinado estadio como local, no implica necesariamente que sean propietarios del mismo.
| Equipo             | Ciudad     | Estadio de localía | Capacidad | Fundación               | Temp. | Temp. Cons. | Títulos | Indumentaria | 2023     |
| ------------------ | ---------- | ------------------ | --------- | ----------------------- | ----- | ----------- | ------- | ------------ | -------- |
| Albion             | Montevideo | Parque Palermo     | 5.165     | 1 de junio de 1891      | 5     | 1           | 1       | Kelme        | 8°       |
| Artigas            | Artigas    | Matías González    | 7.000     | 18 de marzo de 1927     | 0     | 0           | 0       | Bandera de ? |          |
| Atenas             | San Carlos | Ateniense          | 3.000     | 1 de mayo de 1928       | 20    | 5           | 0       | Mgr Sport    | 10°      |
| Cerrito            | Montevideo | Parque Palermo     | 5.165     | 28 de octubre de 1929   | 36    | 1           | 2       | Mgr Sport    | 9°       |
| Colón              | Montevideo | Parque Palermo     | 5.165     | 12 de marzo de 1907     | 62    | 0           | 5       | Mgr Sport    |          |
| Cooper             | Montevideo | Parque Palermo     | 5.165     | 25 de agosto de 1937    | 0     | 0           | 0       | Macron       |          |
| La Luz             | Montevideo | Parque Palermo     | 5.165     | 19 de abril de 1929     | 25    | 0           | 0       | Mgr Sport    |          |
| Oriental           | La Paz     | Parque Palermo     | 5.165     | 24 de junio de 1924     | 12    | 1           | 0       | Mgr Sport    | 7°       |
| Rentistas          | Montevideo | Complejo Rentistas | 3.632     | 26 de marzo de 1933     | 29    | 1           | 4       | Kelme        | Play-Off |
| Sud América        | Montevideo | Parque Palermo     | 5.165     | 15 de febrero de 1914   | 53    | 2           | 7       | Starbade     | 12°      |
| Tacuarembó         | Tacuarembó | Raúl Goyenola      | 9.000     | 11 de noviembre de 1998 | 10    | 1           | 1       | Mgr Sport    | 11°      |
| Uruguay Montevideo | Montevideo | Parque Capurro     | 1.500     | 5 de enero de 1921      | 37    | 3           | 0       | Mgr Sport    | Play-Off |

## Campeones
El campeonato uruguayo de Primera División "B" comenzó a disputarse en 1942, tras sustituir a la Divisional Intermedia como segunda categoría. En 1948 el torneo se suspendió por una huelga laboral de jugadores. En algunos casos el equipo campeón no obtuvo el ascenso porque debió enfrentar un torneo de repechaje posterior al torneo con clubes de Primera División, y no logró superar esa instancia.

### Títulos de Liga por año
A lo largo de la historia, un total de 27 equipos se han coronado al menos una vez campeones del torneo.
Estadísticas extraídas de portales especializados.
Nota: En negrita los clubes ascendidos. En cursiva figuran los campeones que no obtuvieron el ascenso.
En las columnas de "subcampeón" y "tercer lugar" no siempre necesariamente figuran los equipos que hayan finalizado en ese lugar al finalizar la temporada regular: en aquellos años donde había más de un ascenso en juego, el equipo que figura en la columna es aquel equipo que ocupó la segunda plaza de ascenso y el equipo que ocupó la tercera plaza de ascenso respectivamente (mediante Liguillas o play-offs posteriores a la temporada regular).
En la columna de descensos se señala en cursiva aquellos equipos que perdieron la plaza por razones económicas y no deportivas.
| Temp.                        | E.P. | Campeón                                       | Subcampeón                                    | Tercer lugar                                         | Goleador                                                                                     | DT Campeón                                    | Descensos                                     |
| ---------------------------- | ---- | --------------------------------------------- | --------------------------------------------- | ---------------------------------------------------- | -------------------------------------------------------------------------------------------- | --------------------------------------------- | --------------------------------------------- |
| Primera División "B"         |      |                                               |                                               |                                                      |                                                                                              |                                               |                                               |
| 1942                         | 8    | Miramar                                       | Progreso                                      | Bella Vista                                          | J. P. Funes - 15 (Wilson)                                                                    | Clotardo Dendi                                | Misiones                                      |
| 1943                         | 8    | River Plate                                   | Cerro                                         | Progreso                                             | M. Ladem - 12 (Progreso)                                                                     | Lorenzo Fernández                             | Wilson                                        |
| 1944                         | 8    | Rampla Juniors                                | Cerro                                         | Bella Vista                                          | J. P. Funes - 14 (Danubio)                                                                   | Juan Bautista Oria                            | Colón                                         |
| 1945                         | 8    | Progreso                                      | Racing                                        | Danubio                                              | M. Ladem - 15 (Progreso)                                                                     | Oscar Peluffo                                 | San Carlos                                    |
| 1946                         | 8    | Cerro                                         | Racing                                        | Sud América                                          | Juan Burgueño - 15 (Sud América)                                                             | Oscar Marcenaro                               | Fénix                                         |
| 1947                         | 8    | Danubio                                       | Bella Vista                                   | Progreso                                             | E. Suárez - 10 (Bella Vista)                                                                 | Hugo Bagnulo                                  | Olivol                                        |
| 1948                         | 8    | No culminó debido a una huelga de futbolistas | No culminó debido a una huelga de futbolistas | No culminó debido a una huelga de futbolistas        | No culminó debido a una huelga de futbolistas                                                | No culminó debido a una huelga de futbolistas | No culminó debido a una huelga de futbolistas |
| 1949                         | 8    | Bella Vista                                   | Racing                                        | Sud América                                          | Juan Carlos Toja - 15 (Progreso)                                                             | Arturo Seoane                                 | Bahía                                         |
| 1950                         | 8    | Defensor                                      | Sud América                                   | Racing                                               | Guzmán González - 15 (Defensor)                                                              | Luis Alberto Coll                             | Canillitas                                    |
| 1951                         | 8    | Sud América                                   | Fénix                                         | Bella Vista                                          | Raúl Laña - 15 - (Sud América)                                                               | Juan Carlos Corazzo                           | Uruguay Montevideo                            |
| 1952                         | 8    | Montevideo Wanderers                          | Bella Vista                                   | Progreso                                             | A. O. Miranda - 10 (Racing)                                                                  | Jorge Rodger                                  | Artigas                                       |
| 1953                         | 8    | Miramar                                       | Progreso                                      | Sud América                                          | R. Acosta - 9 (Sud América) E. Aguirre - 9 (Sud América)                                     | Humberto San Martín                           | Mar de Fondo                                  |
| 1954                         | 8    | Sud América                                   | Central                                       | Racing                                               | José Figueroa - 19 (Central)                                                                 | Juan Risso                                    | Cerrito                                       |
| 1955                         | 8    | Racing                                        | Fénix                                         | Central                                              | José Baksa - 20 (Fénix)                                                                      | Lorenzo Fernández                             | Progreso                                      |
| 1956                         | 8    | Fénix                                         | Central                                       | River Plate                                          | P. Santos - 10 (Central)                                                                     | Juan Peregrino Anselmo                        | Uruguay Montevideo                            |
| 1957                         | 8    | Sud América                                   | Central                                       | Canillitas                                           | Reiné Brasil - 10 (River Plate) J. Berrueta - 10 (Central) Alberto Chagas - 10 (Sud América) | Schubert Gambetta                             | Bella Vista                                   |
| 1958                         | 8    | Racing                                        | Progreso                                      | Central                                              | Eladio Benítez - 16 (Racing)                                                                 | Oscar Marcenaro                               | Miramar                                       |
| 1959                         | 8    | Fénix                                         | Colón                                         | Central                                              | Jorge Campanella - 15 (Fénix)                                                                | Uberto Giménez                                | Mar de Fondo                                  |
| 1960                         | 8    | Danubio                                       | River Plate                                   | Central                                              | Luis A. Pirez - 17 (River Plate)                                                             | Alejandro Morales                             | No hubo                                       |
| 1961                         | 10   | Central                                       | Sud América                                   | Bella Vista                                          | Elbio Perdomo - 15 (Central)                                                                 | Rafael Milans                                 | Huracán Buceo                                 |
| 1962                         | 10   | Montevideo Wanderers                          | Sud América                                   | Bella Vista                                          | Walter Brienza - 15 (Bella Vista)                                                            | Rafael Milans                                 | Progreso                                      |
| 1963                         | 10   | Sud América                                   | Colón                                         | Central                                              | Omar P. Méndez - 16 (Sud América)                                                            | Alejandro Morales                             | Uruguay Montevideo                            |
| 1964                         | 10   | Colón                                         | Liverpool                                     | La Luz                                               | Jorge Paola - 17 (Colón)                                                                     | Juan Carlos Ranzone                           | Canillitas                                    |
| 1965                         | 10   | Defensor                                      | La Luz                                        | Progreso                                             | W. Sequeira - 11 (Platense)                                                                  | Juan Agresta                                  | Misiones                                      |
| 1966                         | 10   | Liverpool                                     | River Plate                                   | Central                                              | Elbio Perdomo - 12 (Central)                                                                 | Eugenio Galvalisi                             | Platense                                      |
| 1967                         | 10   | River Plate                                   | La Luz                                        | Montevideo Wanderers                                 | Joffre Zubia - 11 (River Plate)                                                              | Juan Carlos Ranzone                           | Mar de Fondo                                  |
| 1968                         | 10   | Bella Vista                                   | Huracán Buceo                                 | Montevideo Wanderers                                 | José Franqui - 13 (Bella Vista)                                                              | Carlos Silva Cabrera                          | Uruguay Montevideo                            |
| 1969                         | 9    | Huracán Buceo                                 | Central                                       | Progreso                                             | Jorge Etcheverría - 12 (Central)                                                             | Héctor Giorello                               | Alto Perú                                     |
| 1970                         | 9    | Danubio                                       | Progreso                                      | Central                                              | Hamilton Rivero - 12 (Danubio)                                                               | Rodolfo Zamora                                | Mar de Fondo                                  |
| 1971                         | 10   | Rentistas                                     | Fénix                                         | Miramar                                              | Jorge Zanin - 11 (Colón)                                                                     | Gualberto Díaz                                | La Luz                                        |
| 1972                         | 10   | Montevideo Wanderers                          | Fénix                                         | Racing                                               | Óscar Guillén - 12 (Fénix)                                                                   | Luis Borghini                                 | Misiones                                      |
| 1973                         | 10   | Fénix                                         | Rampla Juniors                                | Colón                                                | Américo Paredes - 9 (Fénix)                                                                  | Aníbal Gutiérrez Ponce                        | Cerrito Miramar                               |
| 1974                         | 10   | Racing                                        | Colón                                         | Central Español                                      | Óscar Guillén - 11 (Sud América)                                                             | Adalberto Rodríguez                           | Progreso                                      |
| 1975                         | 10   | Sud América                                   | El Tanque                                     | Uruguay Montevideo                                   | Montelongo - 10 (Colón)                                                                      | Ondino Viera                                  | Villa Española Salus                          |
| 1976                         | 10   | Bella Vista                                   | Rampla Juniors                                | Racing                                               | H. Delgado - 12 (Bella Vista)                                                                | Sergio Markarián                              | Progreso                                      |
| 1977                         | 10   | Fénix                                         | Rampla Juniors                                | Racing                                               | Walter Bares - 17 (Fénix)                                                                    | Héctor Giorello                               | Misiones                                      |
| 1978                         | 10   | River Plate                                   | La Luz                                        | Central Español                                      | Eduardo Rey - 20 (La Luz)                                                                    | Ondino Viera                                  | El Tanque                                     |
| 1979                         | 10   | Progreso                                      | Miramar                                       | La Luz                                               | J. L. Serrón - 15 (Progreso)                                                                 | Hugo Arturaola                                | Uruguay Montevideo                            |
| 1980                         | 12   | Rampla Juniors                                | Racing                                        | Liverpool                                            | R. Figueredo - 12 (Oriental)                                                                 | Luis Garisto                                  | No hubo                                       |
| 1981                         | 12   | El Tanque                                     | Racing                                        | La Luz                                               | Montero - 14 (Rentistas)                                                                     | Héctor Cincunegui                             | Alto Perú Universidad Mayor                   |
| 1982                         | 11   | Colón                                         | Fénix                                         | Villa Española                                       | J. L. González - 11 (Villa Española)                                                         | Líber Arispe                                  | Basáñez La Luz Salus                          |
| 1983                         | 10   | Central Español                               | Racing                                        | Rentistas                                            | William Noble - 10 (Central Español)                                                         | Roberto Fleitas                               | El Tanque Sisley                              |
| 1984                         | 10   | River Plate                                   | Huracán                                       | Liverpool                                            | F. Ferreyra - 14 (River Plate) Juan Carlos De Lima - 14 (Liverpool)                          | Roque Gastón Máspoli                          | Villa Española                                |
| 1985                         | 10   | Fénix                                         | Liverpool                                     | Cerrito                                              | Diego Aguirre - 12 (Liverpool)                                                               | Manuel Keosseian                              | Colón                                         |
| 1986                         | 10   | Miramar Misiones                              | Sud América                                   | Rentistas                                            | William Noble - 11 (Sud América)                                                             | Héctor Salvá                                  | Huracán                                       |
| 1987                         | 10   | Liverpool                                     | Racing                                        | Sud América                                          | Eduardo Favaro - 13 (Sud América)                                                            | Julio César Antúnez                           | Oriental                                      |
| 1988                         | 10   | Rentistas                                     | Racing                                        | Sud América                                          | Pablo A. Correa - 11 (Rentistas)                                                             | Manuel Keosseian                              | Villa Teresa                                  |
| 1989                         | 10   | Racing                                        | Cerrito                                       | Sud América                                          | R. Imerso - 11 (Colón)                                                                       | Juan Martín Mugica                            | No hubo                                       |
| 1990                         | 10   | El Tanque Sisley                              | Sud América                                   | Basáñez                                              | Raúl Ricardo Dos Santos - 10 (Basáñez)                                                       | Ricardo Ortiz                                 | Fénix                                         |
| 1991                         | 10   | River Plate                                   | Huracán                                       | Basáñez                                              | Juan Ramón Carrasco - 15 (River Plate)                                                       | Baudilio Jauregui                             | Villa Española                                |
| 1992                         | 12   | Rampla Juniors                                | Huracán Buceo                                 | Basáñez                                              | Jorge Perazza - 12 (Sud América)                                                             | Carlos Linaris                                | Villa Teresa                                  |
| 1993                         | 11   | Basáñez                                       | Central Español                               | Fénix                                                | Oscar Quagliata - 16 (Central Español)                                                       | Miguel Ángel Puppo                            | Huracán                                       |
| 1994                         | 12   | Sud América                                   | Racing                                        | Uruguay Montevideo                                   | Adolfo Barán - 14 (Rentistas)                                                                | Julio Ribas                                   | Sportivo Italiano                             |
| 1995                         | 13   | Huracán Buceo                                 | Racing                                        | Rentistas                                            | Jorge Daniel Puglia - 27 (Fénix)                                                             | Beethoven Javier                              | El Tanque Sisley La Luz Uruguay Montevideo    |
| Segunda División Profesional |      |                                               |                                               |                                                      |                                                                                              |                                               |                                               |
| 1996                         | 12   | Rentistas                                     | Racing                                        | Progreso                                             | Julio Albino - 13 (Basáñez)                                                                  | Carlos Manta                                  | Platense Cerrito                              |
| 1997                         | 13   | Bella Vista                                   | Villa Española                                | Progreso                                             | Diego Alonso - 17 (Bella Vista)                                                              | Julio Ribas                                   | Inaplicable.                                  |
| 1998                         | 14   | Cerro                                         | Frontera Rivera                               | Deportivo Maldonado                                  | Marcelo Paredes - 14 (Juventud)                                                              | Jorge González                                | Evitado                                       |
| 1999                         | 14   | Juventud                                      | Villa Española                                | Racing                                               | Carlos Laje - 14 (Miramar Misiones) Fabrizio de Carvalho - 14 (Villa Española)               | Julio Acuña                                   | Colón                                         |
| 2000                         | 14   | Montevideo Wanderers                          | Central Español                               | Fénix                                                | Julio de Souza - 19 (Wanderers)                                                              | Daniel Carreño                                | Cerrito Villa Teresa                          |
| 2001                         | 11   | Villa Española                                | Progreso                                      | Plaza Colonia                                        | Álvaro Méndez - 15 (Progreso)                                                                | Daniel Martínez                               | No hubo                                       |
| 2002                         | 15   | Liverpool                                     | Miramar Misiones                              | Deportivo Colonia                                    | Martín Crossa - 19 (Miramar Misiones)                                                        | Julio Ribas                                   | No hubo                                       |
| 2003                         | 18   | Cerrito                                       | Rentistas                                     | Rocha                                                | Everaldo Ferreira - 21 (Cerrito)                                                             | Raúl Möller                                   | No hubo                                       |
| 2004                         | 19   | River Plate                                   | Rampla Juniors                                | Paysandú Bella Vista (ascendió en su lugar Paysandú) | Osvaldo Canobbio - 16 (River Plate)                                                          | Martín Lasarte                                | No hubo                                       |
| 2005                         | 15   | Bella Vista                                   | Central Español                               | Atenas                                               | Diego Vera - 15 (Bella Vista)                                                                | Ildo Maneiro                                  | No hubo                                       |
| 2006                         | 11   | Progreso                                      | Juventud                                      | Paysandú                                             | William Ferreira - 11 (Fénix)                                                                | Saúl Rivero                                   | No hubo                                       |
| 2006-07                      | 16   | Fénix                                         | Cerro                                         | Juventud                                             | Maximiliano Pérez - 17 (Fénix)                                                               | Pablo Repetto                                 | No hubo                                       |
| 2007-08                      | 18   | Racing                                        | Cerro Largo                                   | Villa Española                                       | Santiago López - 20 (Villa Española)                                                         | José Puente                                   | Basáñez Platense Uruguay Montevideo           |
| 2008-09                      | 15   | Fénix                                         | Cerrito                                       | Atenas                                               | Mauro Guevgeozián - 19 (Fénix)                                                               | Jorge Giordano                                | La Luz Huracán Buceo                          |
| 2009-10                      | 12   | El Tanque Sisley                              | Bella Vista                                   | Miramar Misiones                                     | Daniel Martínez - 10 (Plaza Colonia / El Tanque Sisley)                                      | Luis Duarte                                   | No hubo                                       |
| 2010-11                      | 12   | Rentistas                                     | Cerrito                                       | Cerro Largo                                          | Joel Burgueño - 13 (Cerrito)                                                                 | Julio Balerio                                 | No hubo                                       |
| 2011-12                      | 13   | Central Español                               | Juventud                                      | Progreso                                             | Ramón Valencio - 18 (Central Español)                                                        | Darlyn Gayol                                  | No hubo                                       |
| 2012-13                      | 14   | Sud América                                   | Rentistas                                     | Miramar Misiones                                     | Guillermo Maidana - 16 (Rentistas)                                                           | Alejandro Apud                                | Amnistiado                                    |
| 2013-14                      | 14   | Tacuarembó                                    | Atenas                                        | Rampla Juniors                                       | Aldo Díaz - 19 (Tacuarembó)                                                                  | Jorge Castelli                                | No hubo                                       |
| 2014-15                      | 15   | Liverpool                                     | Plaza Colonia                                 | Villa Teresa                                         | Emiliano Alfaro - 21 (Liverpool)                                                             | Alejandro Apud                                | Cerrito                                       |
| 2015-16                      | 15   | Rampla Juniors                                | Villa Española                                | Boston River                                         | Jonathan Charquero - 8 (Torque)                                                              | Gabriel Añon                                  | Rocha                                         |
| 2016                         | 13   | El Tanque Sisley                              | Atenas                                        | Cerro Largo                                          | Franco López - 8 (El Tanque Sisley)                                                          | Darío Tempesta                                | No hubo                                       |
| 2017                         | 15   | Torque                                        | Atenas                                        | Progreso                                             | Nicolás González - 16 (Progreso)                                                             | Paulo Pezzolano                               | Canadian Huracán                              |
| 2018                         | 14   | Cerro Largo                                   | Juventud                                      | Plaza Colonia                                        | Sebastián Gularte - 13 (Tacuarembó)                                                          | Danielo Núñez                                 | Oriental Miramar Misiones                     |
| 2019                         | 12   | Torque                                        | Deportivo Maldonado                           | Rentistas                                            | Jonathan Soto - 11 (Central Español / Villa Teresa) Maximiliano Callorda - 11 (Rentistas)    | Pablo Marini                                  | Bella Vista El Tanque Sisley                  |
| 2020                         | 12   | Cerrito                                       | Villa Española                                | Sud América                                          | Maximiliano Silvera - 11 (Cerrito)                                                           | Roland Marcenaro                              | Tacuarembó                                    |
| 2021                         | 12   | Albion                                        | Danubio                                       | Defensor Sporting                                    | Diego Coelho - 11 (Cerro)                                                                    | Darlyn Gayol                                  | Rocha Villa Teresa                            |
| 2022                         | 12   | Racing                                        | La Luz                                        | Cerro                                                | Diego Vera - 16 (Racing)                                                                     | Damián Santín                                 | Villa Española Central Español                |
| 2023                         | 14   | Miramar Misiones                              | Progreso                                      | Rampla Juniors                                       | Douglas Bittencourt - 17 (Tacuarembó)                                                        | Leonardo Medina                               | Bella Vista IA Potencia                       |
| 2024                         | 14   | Plaza Colonia                                 | Montevideo City Torque                        | Juventud                                             | Diego Vera - 15 (Colón) Fernando Mimbacas - 15 (Juventud)                                    | Sebastián Díaz                                | Cooper Sud América                            |
| 2025                         | 14   |                                               |                                               |                                                      | Bandera de ?                                                                                 | Bandera de ?                                  |                                               |

### Títulos de Liga por equipo
| Equipo               | Departamento | Campeonatos | Ascensos | Otros torneos de Segunda División |
| -------------------- | ------------ | ----------- | -------- | --------------------------------- |
| Fénix                | Montevideo   | 7           | 8        | —                                 |
| Sud América          | Montevideo   | 7           | 8        | —                                 |
| River Plate          | Montevideo   | 6           | 6        | —                                 |
| Racing               | Montevideo   | 6           | 8        | 2 (DI 1923, DI 1929)              |
| Bella Vista          | Montevideo   | 5           | 6        | 1 (DI 1922)                       |
| Miramar Misiones     | Montevideo   | 4           | 8        | 2 (DI 1917, DI 1935)              |
| Rentistas            | Montevideo   | 4           | 7        | —                                 |
| Rampla Juniors       | Montevideo   | 4           | 7        | 1 (DI 1921)                       |
| Liverpool            | Montevideo   | 4           | 5        | 2 (DI 1919, DI 1937)              |
| Montevideo Wanderers | Montevideo   | 4           | 4        | —                                 |
| El Tanque Sisley     | Montevideo   | 4           | 3        | —                                 |
| Central Español      | Montevideo   | 3           | 7        | 2 (SD 1908, DI 1928)              |
| Progreso             | Montevideo   | 3           | 7        | 2 (DI 1938, DI 1939)              |
| Danubio              | Montevideo   | 3           | 4        | —                                 |
| Cerro                | Montevideo   | 2           | 4        | 2 (DI 1940, DI 1941)              |
| Cerrito              | Montevideo   | 2           | 4        | —                                 |
| Huracán Buceo        | Montevideo   | 2           | 3 (+1)   | —                                 |
| Defensor Sporting    | Montevideo   | 2           | 3        | —                                 |
| Montevideo City      | Montevideo   | 2           | 3        | —                                 |
| Colón                | Montevideo   | 2           | 1        | 2 (DI 1927, DI 1931)              |
| Villa Española       | Montevideo   | 1           | 5        | —                                 |
| Juventud             | Canelones    | 1           | 5        | —                                 |
| Plaza Colonia        | Colonia      | 1           | 4        | —                                 |
| Cerro Largo          | Cerro Largo  | 1           | 3        | —                                 |
| Tacuarembó           | Tacuarembó   | 1           | 1        | —                                 |
| Basáñez              | Montevideo   | 1           | 1        | —                                 |
| Albion               | Montevideo   | 1           | 1        | —                                 |
| Atenas               | Maldonado    | 0           | 3        | —                                 |
| Deportivo Maldonado  | Maldonado    | 0           | 1        | —                                 |
| Boston River         | Montevideo   | 0           | 1        | —                                 |
| La Luz               | Montevideo   | 0           | 1        | —                                 |
| Villa Teresa         | Montevideo   | 0           | 1        | —                                 |
| Rocha                | Rocha        | 0           | 1        | —                                 |
| Deportivo Colonia    | Colonia      | 0           | 1        | —                                 |
| Paysandú             | Paysandú     | 0           | 1        | —                                 |
| Frontera Rivera      | Rivera       | 0           | 1        | —                                 |

Nota:
1. ↑  En el listado de Miramar Misiones, se incluyen los logros obtenidos por Miramar: 2 campeonatos y 3 ascensos en total.
2. ↑  Huracán Buceo logró un ascenso más en una competición especial previa a la temporada regular de 1979, sin llegar a competir en esa temporada en el torneo tradicional de Primera "B".

## Estadísticas históricas

### Tabla histórica
- Actualizado hasta la temporada 2023 inclusive. Clubes en negrita participan en la temporada 2025.[21]

| Pos. | Equipo           | Temp. | PJ   | PG  | PE  | PP  | GF   | GC   | Dif. | Puntos | Títulos | Debut | Última  |
| ---- | ---------------- | ----- | ---- | --- | --- | --- | ---- | ---- | ---- | ------ | ------- | ----- | ------- |
| 1°   | Progreso         | 52    | 1052 | 411 | 264 | 377 | 1481 | 1433 | +48  | 1497   | 3       | 1942  | 2023    |
| 2°   | Sud América      | 46    | 994  | 385 | 307 | 312 | 1322 | 1110 | +212 | 1462   | 7       | 1946  | 2023    |
| 3°   | Central Español  | 43    | 932  | 408 | 238 | 286 | 1358 | 1085 | +273 | 1459   | 3       | 1954  | 2022    |
| 4°   | Racing           | 43    | 872  | 389 | 262 | 221 | 1220 | 883  | +337 | 1429   | 6       | 1945  | 2022    |
| 5°   | Fénix            | 39    | 767  | 326 | 214 | 227 | 1119 | 911  | +208 | 1192   | 7       | 1943  | 2008-09 |
| 6°   | Colón            | 48    | 959  | 290 | 252 | 417 | 1150 | 1374 | -224 | 1122   | 2       | 1942  | 2004    |
| 7°   | Cerrito          | 36    | 808  | 241 | 246 | 321 | 864  | 1069 | -205 | 969    | 2       | 1952  | 2023    |
| 8°   | Bella Vista      | 33    | 610  | 278 | 134 | 198 | 977  | 729  | +224 | 968    | 5       | 1942  | 2023    |
| 9°   | Rentistas        | 29    | 647  | 258 | 186 | 203 | 856  | 777  | +79  | 960    | 4       | 1967  | 2023    |
| 10°  | Miramar Misiones | 27    | 651  | 244 | 204 | 203 | 833  | 928  | -95  | 936    | 2       | 1989  | 2023    |

### Otras estadísticas
- Mayor goleada registrada:
  -  Miramar 10–3  Artigas (Fecha 14) en 1952.

- Empate con más goles:
  -  La Luz 5–5  Uruguay Montevideo en 1963.

- Gol más rápido:
  -  Maximiliano Freitas marcó para Plaza Colonia a los 4 segundos de partido frente a Deportivo Maldonado el 15 de mayo de 2015.

- Entrenador con más campeonatos obtenidos:
  -  Julio Ribas con 3 títulos, en 1994, 1997 y 2002.